# Тёлёс (племя)
Тёлёс (дөөлөс, төөлөс) — название киргизского племени, входящего в состав подразделения Ичкилик.

## Генетика
Вероятнее всего, у представителей данного племени присутствует гаплогруппа R1a1 и они являются родственниками алтайцам-телесам-теленгитам..

## Генеалогия
Разные источники относят племя в состав каждого киргизского подразделения (Правое крыло, Левое крыло, Ичкилик), или иногда выделяют в отдельное самостоятельное племя. В санжыре сохранились скудные сведения о племени.
Племя делится на две ветви: Алангар с тотемным названием Ай-тамга и Кёлёнгёр соответственно Кош-тамга. В состав Ай-тамга входят рода шалендер, дукун, буйга, чулум кашка, ак эчки. В состав Кош-тамга входят рода тобун шарон, керей, мүркүт, меркит, бөлтүрүк, качканак.

## Происхождение
Происхождение племени историки связывают с древнетюркским племенным союзом теле (гаоцзюй) и монголами  (этноним "Алангар" историки связывают с мифической прародительницей монголов Алан-Гоа. Кроме того, в составе ветви Кош-тамга есть роды керей, меркит).

## Тамга
Племенная тамга «ай тамга» изображена в виде перевернутой дуги или лежащего на спине полумесяце.

## Расселение
Живут в основном на юге Киргизии, в Ошской области. Небольшие группы разобщенно живут в Нарынской, Таласской и Иссык-Кульской областях.

## Источник
- Национальная энциклопедия «Кыргызстан». 3-том. Гл. ред Асанов У.А., Бишкек. Центр гос. языка и энциклопедии, 2011.ISBN 978-9967-14-074-5 .
- «Киргизы: санжыра, история, наследие, обычаи» (кирг. «Кыргыздар: санжыра, тарых, мурас, салт.»). 2-й том. Автор К. Жусупов. Издательство «Кыргызстан». Бишкек 1993 г.